# Stinkende Hundskamille
Die Stinkende Hundskamille (Anthemis cotula) ist eine Pflanzenart aus der Familie der Korbblütler (Asteraceae).

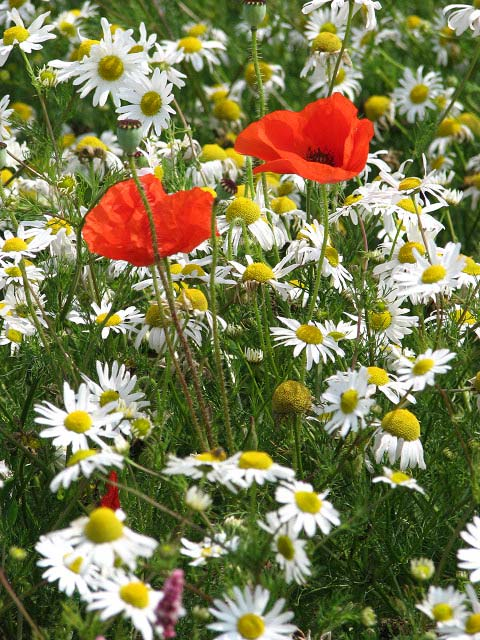
Stinkende Hundskamille zusammen mit Klatschmohn als Ackerwildkraut

## Beschreibung
Die stark verzweigte einjährige Pflanze wird bis zu 45 cm hoch und weist sowohl an den unregelmäßig fiederspaltigen Blättern als auch am Stängel eine zerstreute Behaarung auf. Die anfangs flachen, später kegelförmigen, gefüllten Blütenköpfchen setzen sich aus weißen Zungen- und gelben Röhrenblüten zusammen. Letztere besitzen Spreublätter ohne Stachelspitze. Von der von Juli bis September blühenden Pflanze geht ein unangenehmer Geruch aus.
Die Chromosomenzahl beträgt 2n = 18.

## Vorkommen
Das Verbreitungsgebiet umfasst Europa, Nordafrika, Westasien, den Kaukasusraum, die Arabische Halbinsel und den indischen Subkontinent. Außerdem ist die Stinkende Hundskamille in Nord- und Südamerika, im südlichen Afrika, in Makaronesien, Australien und Neuseeland ein Neophyt. In Deutschland wächst sie zerstreut bis selten bevorzugt auf Schuttunkrautfluren und Äckern. Sie gedeiht auf mäßig frischen bis frischen, nährstoffreichen und basenreichen, neutralen, humosen Lehm- und Tonböden. Sie ist eine Art der Secalietea-Klasse, kommt aber auch in Gesellschaften des Verbands Sisymbrion vor.

## Allergene Wirkung
Vermutlich beruhen Unverträglichkeiten und allergische Reaktionen, die häufig der Echten Kamille (Matricaria chamomilla) zugeschrieben werden, vor allem auf Verwechslungen und Verfälschungen mit der Stinkenden Hundskamille. Das in ihr enthaltene Sesquiterpenlacton Anthecotulid führt äußerlich bei empfindlichen Personen zu starken Hautreizungen, Bindehautentzündungen und allergischen Reaktionen der Atemorgane. Als Tee eingenommen werden häufig die Schleimhäute gereizt, was als Magenbrennen wahrgenommen wird und bis hin zum anaphylaktischen Schock führen kann.

## Taxonomie
Der wissenschaftliche Name Anthemis cotula wurde 1753 von Carl von Linné in Species Plantarum erstveröffentlicht.

## Trivialnamen
Für die Stinkende Hundskamille sind oder waren, zum Teil nur regional, auch die Bezeichnungen Crotuntille (althochdeutsch), Dickkopp (Altmark), Gänsekropf (Thüringen), Hillige Dille (Schlesien), Hundsblom (Mecklenburg), Hundsblume, Hundsdyl, Hundskamelle, Hundsdille, Hundskamillen (Schlesien), Hundsroney (Ostpreußen), Hunneblomen (Unterweser), Hunssblumen (mittelniederdeutsch), Kröttenblume, Krottendill, Kühblumen (mittelhochdeutsch), Kühdill (mittelhochdeutsch), Kuhdistel (mittelhochdeutsch), Kuhtistel (mittelhochdeutsch), Paddeblom, wäld Zäckwih (Siebenbürgen) und Stinkkamille gebräuchlich.